# Bikar
Bikar est un atoll des îles Marshall, un état archipel d'Océanie.
Bikar est composé de 7 îlots formant un total de 0,5 km², entourant un lagon de 37,4 km². Il fait partie de la chaîne de Ratak et est l'un des plus petits atolls du pays. Il est inhabité.
Les cinq îlots principaux sont Bikar, Jabwelo, Almani, Jabwelo et Jaboero.

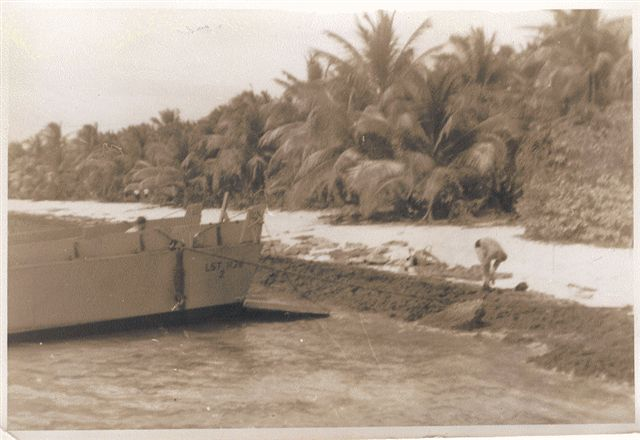
Débarquement de la marine américaine sur l'île de Bikar, 1953